# Сартана (станція)
Сартана́ — вантажно-пасажирська залізнична станція Лиманської дирекції Донецької залізниці на лінії Маріуполь-Порт — Волноваха.
До грудня 2014 року станція входила до Ясинуватської дирекції Донецької залізниці.

## Загальна інформація
Розташована на північній околиці Маріуполя (Кальміуський район) Донецької області у безпосередній близькості від ММК між станціями Маріуполь (12 км) та Асланове (11 км). Виконує функції сортувальної станції в напрямку на завод «Азовсталь».
До 2013 року на Сартані зупинялася більшість пасажирських поїздів, а до літа 2014 року на станції зупинялися лише електропоїзди сполученням Маріуполь — Ясинувата.

## Сучасність
Через підрив мосту в районі селищ Аджахи та Правий Берег через річку Кальчик (біля 1261 км) станція стала кінцевою у Маріуполі з 23 грудня 2014 р. Відтак усі електропоїзди та пасажирські поїзди висаджують пасажирів по станції.
За декілька кілометрів від села Кузнецівка 20 січня 2015 року о 15:00 було підірвано залізничний міст на 360 км ділянки Комиш-Зоря—Розівка. Під час теракту мостом рухався залізничний потяг за маршрутом Кривий Ріг — Сартана. Внаслідок вибуху 20 вагонів із концентратом перекинулись і зійшли з рейок. Залізничне сполучення із частиною України, що не перебуває під ДНР, припинене. З Маріуполя та Волновахи можна було дістатися тільки через Бердянськ.
З 21 січня 2015 року Укрзалізницею прийняте рішення, що поїзди сполученням із Сартани (станція в Маріуполі) будуть прямувати до Бердянська (за 100 км від міста). Наразі це три поїзди: на Львів, Київ та Харків.
19 листопада 2015 року було введено в експлуатацію залізничний міст через річку Кальчик між станціями Сартана й Маріуполь, який було підірвано в результаті теракту 23 грудня 2014 року.
Пасажирське та вантажне сполучення «Укрзалізниця» запустила по двох коліях. Відновлення головної залізничної артерії регіону забезпечило нормальну роботу маріупольських металургійних комбінатів, підвищило безпеку та комфорт пасажирських перевезень, а також дозволило відмовитися від використання одноколійного зношеного мосту, що експлуатувався до цього часу. Очікувалося, що проект обійдеться «Метінвесту» в 12 млн грн., проте остаточна сума інвестицій склала 16 млн грн. За рахунок коштів компанії демонтовано прогонові будови та пошкоджені конструкції, встановлено опори, змонтовано нові металеві частини мосту, залито фундамент і прольоти споруди. Укладання колій та електрифікацію виконала «Укрзалізниця». Примітно, що 20 жовтня 2015 року було запущено рух на першій колії: відновленим мостом пройшов перший вантажний потяг з продукцією «Азовсталь» зі станції Сартана до Маріупольського торговельного порту.

## Пасажирське сполучення
На станції Сартана до 2016 року зупинялися два швидких пасажирських поїзда № 84/83 «Азов» Маріуполь — Київ та № 70/69 Маріуполь — Львів.
На теперішній час здійснюється лише приміське сполучення поїздами за маршрутом «Маріуполь — Волноваха — Маріуполь».